# Sebastián García de la Torre
Sebastián García de la Torre fue un militar español que ejerció como gobernador de la Provincia de Venezuela entre 1730 y 1732. Durante su gobierno, enfrentó los problemas causados por el monopolio de la Real Compañía Guipuzcoana de Caracas, el contrabando y la sublevación del zambo Andrés López del Rosario (Andresote). 

## Biografía

### Llegada a Venezuela
Como militar alcanzó el grado de Coronel. El 25 de abril de 1730 fue nombrado gobernador de la Provincia de Venezuela. La cédula real con su título fue otorgada el 10 de mayo de 1730. García de la Torre abandonó España, el 15 de julio de 1730, a bordo de la fragata San Ignacio de Loyola, uno de los tres primeros barcos que la Compañía Guipuzcoana envió a la Provincia de Venezuela. Arribó a La Guaira y se trasladó a Caracas, donde ocupó el cargo de gobernador el 30 de agosto de 1730.
García de la Torre se encontró con el rechazo que determinados sectores de la sociedad colonial venezolana tenían contra el monopolio de la Real Compañía Guipuzcoana. Intentó controlar sin éxito la situación. Incluso fue acusado de ser cómplice del contrabando. La enemistad entre el gobernador y la compañía aumentó cuando un guardacostas de la Guipuzcoana apresó una balandra inglesa dedicada al comercio de esclavos. García de la Torre dejó ir a la balandra luego de comprobar que no llevaba nada anormal. En 1731, García de la Torre estableció una Junta de Comercio para conocer lo que montaba la exportación de cacao, pero esto perjudicó a la Compañía.

### Revuelta de Andresote
En 1732, estalló una revuelta de esclavos liderada por Andresote un cimarrón que había huido de una plantación de Yagua dedicado al contrabando con los holandeses de Curazao. Los esclavos se enfrentaron a las prácticas monopólicas y excluyentes de la Real Compañía Guipuzcoana y obtenían armas de comerciantes holandeses y de algunos hacendados locales. La dificultad para dominar la rebelión hizo que García de la Torre fuera acusado de obrar con poco rigor. Para frenarla, García de la Torre lideró personalmente un ejército contra las bandas de Andresote en 1732. Andresote, quien contaba con menores fuerzas, huyó a Curazao.
La mayoría de los negros capturados fueron ahorcados y luego descuartizados como escarmiento. Los hacendados criollos en cambio solo fueron amonestados por el gobernador de la Torre.

### Destitución
García de la Torre se quejó al Consejo de Indias por los registros a viviendas particulares que realizaba la Compañía Guipuzcoana para reprimir el contrabando. El Consejo le hizo saber que los registros de la Compañía Guipuzcoana podían continuar, pero debían contar con la vigilancia de oficiales. En el caso de que no los hubiera, la Compañía colocaría sus guardias, mientras esperan la llegada de los oficiales.
La Compañía Guipuzcoana denunció a García de la Torre ante el rey y éste nombró el 14 de agosto de 1732 a un pesquisidor y comandante general, con el objeto de esclarecer los hechos. El pesquisador Martín de Lardizábal y Elorza destituyó a García de la Torre el 15 de diciembre de 1732 y le hizo un juicio de residencia. García de la Torre se refugió en el Convento de San Francisco y recurrió al Consejo de Indias. El 2 de octubre de 1735, García de la Torre recibió una cédula real que le exigía volver a España. En 1736 ya se encontraba en España.
| Predecesor: Lope Carrillo de Andrade Sotomayor y Pimentel | Gobernador de la Provincia de Venezuela 1730 y 1732 | Sucesor: Martín de Lardizábal y Elorza |